# Kulundai járás
A Kulundai járás (oroszul Кулундинский район) Oroszország egyik járása az Altaji határterületen. Székhelye Kulunda.

## Népesség
- 1989-ben 27 133 lakos volt.
- 2002-ben 25 034 lakosa volt, melyből 19 433 orosz, 2 057 ukrán, 1 996 német, 558 kazah, 364 tatár, 181 fehérorosz, 78 csuvas, 73 örmény stb.
- 2010-ben 23 000 lakosa volt.